# Spiros Melàs
Spiros Melàs, oppure Spỳros Melàs (in greco Σπῦρος Μελᾶς?; Lepanto, 13 gennaio 1882 – Atene, 2 aprile 1966), è stato un drammaturgo, regista teatrale e giornalista greco.

## Biografia
Spiros Melàs fu attivo in numerose attività culturali contemporanee e si dimostrò un personaggio importante nella cultura greca del suo tempo.
Spiros Melàs nacque a Lepanto il 13 gennaio 1882 e frequentò la facoltà di giurisprudenza dell'Università di Atene, ma non completò i suoi studi.
Ha iniziato la sua carriera nel giornalismo collaborando con Asty e Acropolis, distinguendosi come cronista e corrispondente di guerra alle guerre balcaniche, dove ha servito come sergente di artiglieria, pubblicando la sua esperienza nel libro Diario di guerra (Polemikes selides).
Successivamente lavorò come redattore capo nei giornali Chronos, Nea Imera, Patris, come direttore in Democratia (1924) e collaborò con molte altre testate, quali Ebros, I Kathimerini, Eleftheria , Estia, To Vima; invece nel 1948 pubblicò il periodico Elliniki Dimiourgia.
Melàs si dedicò con impegno anche nel teatro, come scrittore, attore e regista. Nel 1925 fondò il Theatro Tehnis (Teatro d'arte) di breve durata e nel 1929 cofondò e diresse la compagnia teatrale Elefthera Skini (Stage libero) con Marika Kotopouli e Dimitris Myrat.
Come drammaturgo Melàs esordì ispirandosi a Henrik Ibsen nel Il figlio dell'ombra (Ο γιος της σκιάς, 1907), aderendo successivamente al simbolismo a sfondo sociale, come in Il bianco e il nero (Λευκό και μαύρο, 1913), avvicinandosi alle tematiche storiche in stile realistico in Papaflessa (Παπαφλέσσα, 1937), dedicandosi con successo anche alle commedie di boulevard come in Papà va a scuola (Ο μπαμπᾶς ἐκπαιδεύεται, 1935), intrisa di satira.
Ha rigenerato soprattutto il repertorio ateniese dal 1924 al 1936 contribuendo a diffondere in Grecia il teatro mondiale,
e ha collaborato con Aliki Theodorides e Costas Moussouris.
Inoltre Melàs scrisse numerose biografie romanzate di eroi della guerra d'indipendenza greca, tra cui Theodoros Kolokotronis e Andreas Miaoulis, raccolte in Tutte le opere (Απαντα, 4 volumi, 1954-1955).
Nel 1935 Melàs fu eletto membro dell'Accademia di Atene, dove fu presidente nel 1959.

## Opere

### Teatro
- Il sacrificio (Η θυσία, 1906),
- Il figlio dell'ombra (Ο γιος της σκιάς, 1907);
- La maglietta rossa (Το κόκκινο πουκάμισο, 1908);
- La casa danneggiata (Το χαλασμένο σπίτι, 1909);
- Il bianco e il nero (Λευκό και μαύρο, 1913);
- Lina (Λίνα, 1917);
- Una notte una vita (Μια νύχτα μια ζωή, 1924);
- Giuda (Ιούδας, 1934);
- Papà va a scuola (Ο μπαμπᾶς ἐκπαιδεύεται, 1935);
- Papaflessa (Παπαφλέσσα, 1937);
- Ritorno alla terra (Πίσω στη γη, 1941);
- Il re e il cane (Ο βασιλιάς και ο σκύλος, 1953).

### Romanzi
- I misteri del Pireo (Τα μυστήρια του Πειραιώς, 1906);
- I neri del Pireo (Οι μαύροι άνθρωποι του Πειραιώς, 1907);
- Il vecchio uomo (Η γεροντοκόρη, 1907);
- I miei poveri sogni (Φτωχά μου όνειρα, 1920);
- La gioventù (Τα νιάτα, 1944);
- Alle unghie del destino (Στα νύχια της μοίρας, 1953).